# Rezerwat przyrody Wielgolas
Rezerwat przyrody Wielgolas – leśny rezerwat przyrody na terenie gminy Zatory, na gruntach Nadleśnictwa Pułtusk. Został utworzony w 1981 roku i zajmuje powierzchnię 6,73 ha. Celem ochrony jest zachowanie fragmentu starodrzewu o cechach zespołu naturalnego.
Przedmiotem ochrony jest ponad 120-letni drzewostan sosnowy, z dużym udziałem gatunków liściastych, głównie lipy i grabu. Jest to jeden z najstarszych fragmentów Puszczy Białej. Zbiorowiskiem panującym w rezerwacie jest grąd, w którego runie występuje rzadki gatunek turzycy orzęsionej. Na terenie rezerwatu udokumentowano występowanie dzięcioła zielonego, dzięcioła pstrego, dzięcioła dużego, dzięcioła czarnego, dzięciołka, krętogłowa, pełzacza leśnego, kowalika, mysikrólika, puszczyka i innych.